# 中山村 (埼玉県)
中山村（なかやまむら）はかつて埼玉県比企郡に存在していた村。
中山とは、かつて森林地帯であったことによる地名といわれる。

## 地理
- 現在の川島町の西部。現在は八幡団地がある所でもある。
- 河川：越辺川、都幾川

## 歴史
- 1889年（明治22年）4月1日 - 町村制施行により、中山村、吹塚村、南園部村、北園部村、正直（しょうじき）村、戸守村、長楽（ながらく）村の7か村が合併し、中山村が成立する。
- 1954年（昭和29年）11月3日 - 伊草村、三保谷村、出丸村、八ツ保村、小見野村 と合併し、川島村が成立。
- 1972年（昭和47年）11月3日 - 町制施行により川島町となる。